# 孫九錄
孫九錄（1898年—1988年）字鑑秋，江苏省无锡县人，中华民国政治人物。

## 生平
1914年，孫九錄自江苏省立第五中学（今江苏省常州高级中学的前身）毕业。后来，自北京大学政治系毕业后，担任新闻记者。1921年，创办世界通讯社。1928年，在上海从事律师业务。1933年，参加闽变。抗日战争时期，在重庆担任战地党政委员会委员。1942年7月18日，任国民政府立法院第四届立法委员。抗日战争胜利后，在上海从事律师业务。第二次国共内战中，曾做过有利于中共革命事业的工作。1955年起，任上海市人民政府参事。
1988年，孫九錄逝世。

## 荣誉
- 三等景星勋章（1946年1月1日批准[3]）